# سلمون (جنس)
السَّلمون أو الصُّمُون أو سمك سُلَيمان (الاسم العلمي: Salmo) هو جنس من الأسماك يتبع فصيلة السلمونيات التي تشمل النوع المعروف باسم السلمون الأطلسي وسلمون البحيرات. التوزع الطبيعي لهذا النوع هو أوربَّا. والسلمون الأطلسي هي فقط التي يمتد نطاقها إلى شمال أمريكا الشمالية.